# 장클로드 뒤발리에
장클로드 뒤발리에(프랑스어: Jean-Claude Duvalier, 1951년 7월 3일 ~ 2014년 10월 4일)는 아이티의 정치인 가문이자, 정치인이다. 아이티 제33대 대통령이다.
그의 아버지는 독재자이자 파파 독(Papa Doc)으로 일컬어지는 전 아이티 대통령 프랑수아 뒤발리에(François Duvalier)이며, 아버지의 사후에 대통령 직을 세습하여 1971년부터 1986년까지 15년간 독재자로 군림하였다. 미국의 압력으로 축출당하여, 프랑스에 망명하여 살다가 2011년 25년간의 망명을 끝내고 아이티로 돌아와 재판에 회부되었지만 2014년 별세하였다.

## 어린 시절과 교육
포르토프랭스에서 태어나 고립된 환경에서 자라온 장클로드 뒤발리에는 파파 독으로 알려졌던 아이티의 대통령 프랑수아 뒤발리에와 시몬 뒤발리에 (오비드)의 아들이었다.
그는 칼리지 버드와 생루이드공자그에서 수학하였다.  후에 메트르 제라르 구르그를 포함한 몇몇의 교수들의 지도 아래 아이티 대학교에서 그는 법학을 전공하였다.  1971년 4월 동안 그는 자신의 부친의 사망에 19세의 나이에 아이티의 대통령직을 취하여 세계에서 최연소 대통령이 되었다.  시초적으로 장클로드는 자신을 아이티의 지도자로 만든 왕조에 저항하여 대통령직이 자신의 누이 마리드니즈 뒤발리에에게 가는 것을 오히려 좋아하였고, 자신의 모친의 손에 실질적이고 행정적인 문제를 남기고 자신이 의식 기능들에 참석하고 플레이보이로 살았던 동안 자신의 부친의 내무장관 루크네르 캉브론에 의하여 위원회가 이끌어지는 데 만족하였다.

## 정치적과 경제적 요인들
뒤발리에는 헌법에 의하여 거의 절대 권력에 의하여 투자되었다. 그는 어떤 정치범들을 석방하고 언론 검열을 완화하면서 정권을 개혁하는 데 어떤 단계들을 택하였다.  하지만 정권의 기본적 성격으로 실질적인 변화들이 없었다.  반대는 용납되지 않았고 입법부는 잘 생각해 보지도 않고 찬성하는 관청으로 남아있었다.
뒤발리에 부자의 재산의 거의는 레지 뒤 타바크 (프랑스어: Régie du Tabac, 담배 관리)로부터 왔다.  뒤발리에는 담배 전매권으로서 10년 일찍이 설립된 이 "비회계 계좌"를 이용하였으나 그는 후에 그것을 다른 정부 기업들로부터 수익금을 포함하도록 확장하였고 그것을 대차 대조표가 보관되지 않은 비자금으로 이용하였다.
정부에서 자신의 역할을 무시함으로서 뒤발리에는 숙고적인 국내와 해외 호의를 낭비하였고 이른바 "거대하여 다루기 힘든" 강경 노선의 뒤발리에주의 파벌에 의하여 아이티의 정세들의 지배를 용이하게 하였다.  외국 공무원과 업저버들도 또한 인권 권한 같은 분야들에서 베베 독에게 더욱 관대하게 보였으며 해외의 국가들은 경제 원조와 함께 그에게 더욱 관대하였다.  닉슨 행정부는 1971년 아이티를 위하여 미국의 원조 프로그램을 복원시켰다.

## 결혼 생활
장클로드는 불미스러운 평판과 함께 물라토 이혼녀 미셸 베네 파스케에게 자신의 1980년 5월 27일 결혼식의 결과들을 잘못 계산하였다.  그녀의 첫 남편 알릭스 파스케는 파파 독 뒤발리에를 축출하는 시도를 지도한 잘 알려진 물라토 장교의 아들이었다.  장클로드 자신이 밝은 피부를 가졌어도 흑인 중산층을 위한 지지와 물라토 엘리트층을 향한 반감에 관한 부친의 유산은 인구의 흑인 다수 중에 뒤발리에주의의 호소력을 높였다.  자신의 결혼 생활과 함께 장클로드는 자신의 부친이  확립하는 데 노력했던 비공식적 유대를 포기하는 것처럼 보였다.
예상된 3백만 달러의 비용이 들은 부부의 결혼식의 사치는 더욱 나가서 국민들을 소외시켰다.  비지니스 공동체와 엘리트층 사이의 불만은 아이티인 시체들을 해외의 의과 대학들에게 팔고 마약 밀매를 포함한 베네가의 거래의 혐오스러운 성격은 물론 뒤발리에가와 베네가 사이에 증가한 부패로 대응을 강화하였다.  증가한 정치적 탄압은 상황의 변동성으로 추가되었다.
결혼 생활은 또한 장마리 샤누안, 프리츠 메르세롱, 프랑츠로베르 몽드와 테오 아시유를 포함한 장클로드가 임명한 더 젊은 기술자들로부터 정부에서 보수파 뒤발리에주의자들을 멀리하였다.  뒤발리에주의자들의 영적 지도자이자 장클로드의 모친 시몬 오비드 여사는 결국적으로 아이티에서 추방되었으며 미셸 뒤발리에의 요청으로 알려졌다.  부인과 함께 뒤발리에는 2명의 자녀 - 프랑수아 니콜라 (1983년 1월 31일 ~ )와 아냐 (1986년 ~ )를 두었다.

## 불안정화
1978년 섬에 아프리카돼지열병바이러스의 발생에 대응하여 미국의 농업 당국은 아이티의 돼지 인구의 전면적인 근절을 주장하였다.  돼지열병의 근절과 돼지 사육 발달을 위한 프로그램은 투자로서 돼지를 기른 농민 인구 사이에 넓게 퍼진 곤란을 일으켰다.  
추가로 에이즈가 아이티에서 주요 문제가 되고 있었다는 보고들이 1980년대 초반에 아이티로 관광업을 극적으로 쇠퇴를 일으켰다.  1980년대 중반까지 경제 상태들이 악회되고, 기아와 영양 실조가 퍼지면서 대부분의 아이티인들은 희망이 없다고 느꼈다.
교황 요한 바오로 2세가 아이트를 방문했을 때 광범위한 불만이 시작되었다.  교황은 "여기서 무언가가 바뀌어야 한다."라는 것을 선언하였다.  그는 소득의 보다 공평한 분배, 더욱 평등한 사회 구조, 대중의 복리를 위한 엘르트층 중에 더 많은 관심과 공공 생활에서 증가한 대중 참여를 요청하러 갔다.  이 전갈은 평신도와 성직자 둘다에 활력을 불어넣었고 증가한 대중 동원과 확장된 정치와 사회 활동으로 공헌 하였다.
1984년 아이티 주재 미국 대사 어니스트 프리그 (1981년 ~ 1983년)는 레이건 카리브해 유역 의안 제출권에서 아이티의 일부에 특수 연구서를 썼다.  하나의 단락은 "그것은 장클로드 뒤발리에의 대통령직이 국가의 역사상 폭력없는 안정의 장기적 기간인 것을 솔직하게 말할 수 있다."고 진술하였다.
1985년 주들에서 반란이 시작되었다.  고나이브는 거리의 시위와 식량 배급 창고들에 급습들이 일어나는 데 첫 도시였다.  1985년 10월부터 1986년 2월까지 카프아이시앵을 포함한 6개의 다른 도시들에서 항의들이 퍼졌다.  그달의 말까지 남부에서 아이티인들이 반란을 일으켰다.  거기서 가장 중요한 폭동은 레카이에서 일어났다.
장클로드는 주식 가격, 독립적인 라디오 방송국들의 폐쇄, 내각 개편, 그리고 경찰과 육군 부대들에 의한 단속에서 10 퍼센트 삭감으로 응답하였으나 이 운동들은 왕조 독재에 대항하는 민중 봉기의 추진력을 약화시키는 데 실패하였다.  권력에 자신들의 지배력을 유지하려는 의도에 뒤발리에의 부인과 조언자들은 반란을 진압하고 직무에 남아있는 데 그를 촉구하였다.
1986년 1월 레이건 행정부는 뒤발리에의 규칙을 포기하고 아이티를 떠나는 데 그를 압박하기 시작하였다.  자메이카의 총리 에드워드 시거에 의하여 임명된 대표들은 협상을 수행한 중개자들로 지냈다.  이 점에서 뒤발리에주의자들과 비지니스 지도자들의 다수는 뒤발리에가와 만나 그들의 출국을 위하여 압박하였다.  미국은 뒤발리에를 위한 피난처를 마련하는 데 요청을 거부하였으나 뒤발리에의 출국과 함께 보조하는 데 제공하였다.  뒤발리에는 시초적으로 1986년 1월 30일에 수락하였고 레이건 대통령은 사실 공항으로 향한 뒤발리에의 차량을 본 아이티의 CIA 국장으로부터 보고에 근거를 둔 그의 출국을 단언하였다.  가는 도중에 거기에 총성이 있었고 뒤발리에 일행은 미국의 정보단에 의하여 눈치채지 못한 채 궁전으로 돌아왔다.  그는 2월 7일 출국하여 미국 공군의 항공기에 프랑스로 날아갔다.

## 망명
프랑스에 정착한 뒤발리에 가족은 한동안 호화로운 삶을 살았다.  그가 정식으로 정치적 망명을 신청하였어도 그의 요청은 프랑스 당국에 의하여 거부되었다.  장클로드는 1993년 미셸 여사와 이혼과 함께 자신의 재산의 대부분을 잃었다.  망명 생활에서 겉보기에 검소하게 사는 동안 뒤발리에는 아이티의 국가 기관들의 대부분의 창조와 국가의 흑인 다수를 위한 교육에 대한 향상된 접근을 포함한 뒤발리에의 대통령직의 긍정적인 측면을 홍보하기 위해 2006년 프랑수아 뒤발리에 재단을 창립한 지지자들이 있다.
뒤발리에 가족은 프랑스에서 전혀 공식적으로 망명을 허가한 적이 없었으며 민간인 자크 사맹은 뒤발리에를 불법 이민자로서 추방 소송을 제기했지만 실패하였다. 
그러고나서 1998년 아이티 출신 사진가 제라르 블롱쿠르는 파리에서 뒤발리에를 재판에 회부하는 데 위원회를 형성하였다.  당시 프랑스 내무부는 참가국들 사이에 체계적인 국경 통제들을 폐지한 최근에 제정된 솅겐 협정의 인하여 뒤발리에가 국가에 남아있던지 확인할 수 없었다.  하지만 뒤발리에의 변호사 소뵈르 베스는 자신의 고객이 아직도 프랑스에 있었고 말하였고 망명한 지도자가 어려운 시기들에 빠졌음을 부인하였다.
2004년 2월 장베르트랑 아리스티드 대통령의 축출에 이어 뒤발리에는 아이티로 귀국하는 데 자신의 의도를 발표하였다.  그해 그는 국민통합당을 위하여 2006년 대통령 선거에서 아이티의 대통령을 위하여 출마하는 데 자신의 의도들을 발표하였지만 후보가 되지 않았다.
2007년 9월 22일 ~ 23일 아이티 국민들에게 뒤발리에에 의한 강연이 라디오로 방송되었다.  그가 망명이 자신을 망쳤다고 말하였어도 그는 또한 국민통합당의 개선된 운으로서 묘사한 것이 자신을 "소생"시켰다고 말했으며 그는 자신이 아이티로 귀국하는 데 의도했던 것을 말하지 않으면서 자신의 지지자들 중에 준비를 촉구하였다.  르네 프레발 대통령은 뒤발리에의 사과를 거부하였고, 9월 28일 그는 뒤발리에가 헌법적으로 자유롭게 아이티로 귀국할 수 있었던 동안 그가 그랬다면 재판을 받을 것이라고 말하였다.

## 아이티로 귀국
2011년 1월 16일 퇴임한 독재자로서 아이티를 달아난지 사반세기 후에 뒤발리에는 놀라운 귀국을 이루었다.  그의 여권은 만기되어 파리에서 아이티의 영사에 의하여 발행된 임시 문서를 이용하여 아이티로 떠났다.
허약해 보인 베베 독은 나신이 거기에 정치를 위하여 있지 않았다고 말했으나 자신이 "도움"을 주고 싶었기 때문이었다.  하지만 은행 전문가들은 그가 망명한 지도자들이 자신들의 국가들로부터 훔친 돈을 얻은 것을 막는 새로운 스위스의 규제를 피하는 데 도착했다는 것을 의심하였다.
그는 횡령 및 기타 범죄와 함께 즉시 체포되어 기소되었으나 포르토프랭스의 산맥에 있는 고급 호텔에 남아 살았다.
2014년 2월 아이티 대법원은 뒤발리에가 국제법 아래 반인류적 범죄와 기소될 수 있었던 것과 그가 또한 자신의 지배 아래 군대와 준군사력에 의하여 저질러진 학대들에 대해 책임을 질 수 있었다는 것을 판결하였다.  뒤발리에는 자신이 직무에 있던 동안 저지른 학대들을 위한 아무 책임을 일관되게 부인하였다.

## 사망
2014년 10월 4일 장클로드 뒤발리에는 자신의 저택에서 심근 경색으로 사망하였다(향년 63세).  그는 화장되었고, 그의 재는 가족에게 주어졌다.